# Брэгг, Мелвин
Мелвин Брэгг, барон Брэгг (англ. Melvyn Bragg; род. 6 октября 1939 года, Карлайл, Англия) — английский теле- и радиоведущий и писатель, наиболее известный своей работой на Би-би-си и как автор и ведущий телепередачи «Саут Бэнк Шоу» (англ. The South Bank Show, 1978—2010). С 1998 года он провел более 550 выпусков еженедельного цикла радиобесед на радио Би-би-си «В наше время» (англ. In Our Time).

## Биография
Родился в английском городе Карлайл, графство Камберленд (ныне Камбрия). Мать Брэгга — Мэри Этел (девичья фамилия Парк), швея, отец — Стэнли Брэгг, кладовщик, позже переквалифицировавшийся в механика. Он посещал школу имени Нельсона Томлинсона в Уигтоне, а в конце 1950-х – начале 1960-х годов читал лекции по современной истории в Уодемском колледже в Оксфорде.

## Карьера ведущего
Начал свою карьеру в 1961 году в качестве стажера на Би-би-си, проведя два первых года на радио канале «Всемирная служба Би-би-си», затем на каналах «Третий канал Би-би-си» и «Домашняя служба Би-би-си». Он участвовал в команде по созданию серий Ху Велдона «Наставник» (англ. Monitor) на Телевидение Би-би-си и выиграл награду за свой сценарий о Дэбюсси. В 1977 году он запустил художественную программу Би-би-си «Выразительное искусство» (англ. The Lively Arts), которая включала уникальные документальные передачи фильма «Доктор Кто» — «Чей Доктор Кто» (англ. Whose Doctor Who). Его карьера в качестве писателя и ведущего началась в 1967 году. Он наиболее известен своей работой в художественной программе «Сауз Бэнк Шоу» (англ. The South Bank Show) на «London Weekend Television» (LWT), которую он монтировал и выпускал с 1978 по 2010 года. Он был главой искусств на LWT с 1982 по 1990 и инспектором искусств на LWT с 1990. Он так же известен по его многочисленным работам на радио Би-би-си 4, включая «Начало недели» (англ. Start the Week, 1988–1998), «Пути Английского языка» (англ. The Routes of English) и «В наше время» (англ. In Our Time, c 1988 по текущие дни), которая транслировала 500-ю передачу в марте 2011 года. В феврале 2012 г. он начал цикл «Мелвин Брегг по классу и культуре» — серию из трех частей на Би-би-си 2, рассматривающую культуру наиболее распространенные СМИ на основе анализа социальных групп британского населения[что?]. В 2012 г. он восстановил передачу «Саут Бэнк Шоу» на телеканале «Sky Arts 1».
Как писатель–романист и писатель документального жанра, Брэгг написал множество сценариев для телепередач и фильмов. Некоторые из его ранних телевизионных работ были сделаны в сотрудничестве с Кеном Расселом, для которого он написал биографические драмы «The Debussy Film» (1965) и «Айседора» (англ. Isadora Duncan, the Biggest Dancer in the World, 1967), а также фильм Рассела о Чайковском «Любители музыки» (1970). Он действующий президент Национальной академии письма. Его роман 2008 года «Помни меня» (англ. Remember Me) — часть автобиографического цикла.
Брэгг — вице-президент благотворительной организации «Друзья Британской библиотеки», основанной для обеспечения финансовой помощи Британской библиотеке. Он стал членом литературной комиссии Художественного совета Великобритании в 1969 году, позже стал её председателем. В 2010 году избран почётным членом Лондонского королевского общества.